# Velika loža Turske
Velika loža slobodnih i prihvaćenih slobodnih zidara (turs. Hür ve Kabul Edilmiş Masonlar Büyük Locası), znana i kao Velika loža Turske (Türkiye Büyük Locası) je regularna slobodnozidarska velika loža u Turskoj. Osnovana je 1909. godine, s tim da je između 1935. i 1951. godine bila pauza u radu velike lože radi zabrane djelovanja slobodnih izdara.

## Povijest
Neki Mladoturci u Solunu bili su članovi grčkih masonskih loža na početku 20. stoljeća. Nakon Mladoturske revolucije u srpnju 1908. godine oni su počeli dolaziti za Istanbul. Odmah su počeli s pripremama za osnivanje osmanske lože, pa su tako otišli u Egipat u Nacionalnu veliku ložu Egipta po slobodnozidarski obred i druge potrebne stvari za održavanje sastanaka. Oni su se, po pokroviteljstvom egipatske velike lože, okupili 14. i 15. studenoga 1908. godine u Istanbulu kako bi osnovali Ložu "Resne".
Već sljedeće godine, 9. ožujka 1909. godine obnovljeno je Vrhovno vijeće Škotskog obreda za Tursku koje je okupilo četiri turke lože. Četiri mjeseca kasnije, pet loža sastalo se 13. srpnja u Karaköyu i osnovalo Veliku ložu Turske. Par tjedana kasnije, na drugom sastanku održanom 1. kolovoza, okupilo se 12 loža, od toga četiri su turkse, tri talijanske, dvije francuske, dvije egipatske i jedna španjolska. Oni su izabrali Mehmeta Talata za prvoga velikoga majstora.
Do sredine 1930-ih, Velika loža je osnovala 66 loža u Turskoj, ali i u Egiptu, Siriji, Iraku, Grčkoj, Libanonu i Palestini. U rujnu 1935. godine dolazi do zabrane slobodnog zidarstva u Turskoj pa su sve lože ugašene.
Nakon Drugog svjetskog rata dolazi do ponovnog oživljavanja slobodnog zidarstva u Turskoj. Već 1948. godine obnovljene su lože u Istanbulu i İzmiru, te u Ankari u siječnju 1949. godine. A 1951. godine je profunkcionirala i Velika loža pa je Mustafa Hakkı Nalçacı izabran za velikoga majstora.
Godine 1970. Velika loža je dobila priznanje od Ujedinjene velike lože Engleske kao regularna velika loža, što je uslijedilo pet godina nakon priznanja od Velike lože Škotske.
Zbog unutarnjih sukoba dio članstva se izdvojio i formirao 1965. godine Veliku liberalnu ložu Turske.

## Ustroj
Sjedište Velike lože Turske je u Istanbulu.

### Lože
U 2023. godini Velika loža Turske je imala 269 časnih loža (Muhterem Locası) koje se nalaze u Istanbulu, Ankari, İzmiru, Bursi, Adani, Eskişehiru, Denizliju, Bodrumu, Marmarisu, Kuşadasıju, Antalyji, Çeşmi i Fethiyu.
Od loža u Turskoj šest radi na engleskom, tri na francuskom te po jedna na grčkom, njemačkom i talijanskom jeziku.
Među masonskim ložama koje rade pod žaštitom Velike lože Turske su:
- Loža "Ideal" (İdeal Locası) br. 1, Istanbul
- Loža "Kultura" (Kültür Locası) br. 2, Istanbul
- Loža "Životni cilj" (Ülkü Locası) br. 3, Istanbul
- Loža "Izmir" (İzmir Locası) br. 4, İzmir – nosi naziv po İzmiru, gradu u kojem je loža smještena.
- Loža "Buđenje" (Uyaniş Locası) br. 5, Ankara
- Loža "Bratstvo" (Kardeşlik Locası) br. 6, Istanbul
- Loža "Sloboda" (Hürriyet Locası) br. 7, Istanbul
- Loža "Ljubav" (Sevgi Locası) br. 8, Istanbul
- Loža "Atlas" (Atlas Locası) br. 9, Istanbul – nosi naziv po Atlasu, titanu iz grčke mitologije i radi na francuskom jeziku.
- Loža "Rađanje" (Doğuş Locası) br. 10, Ankara
- Loža "Pravednost" (Müsavat Locası) br. 11, Istanbul
- Loža "Ustanak" (Yükseliş Locası) br. 12, Ankara
- Loža "Sjaj" (Nur Locası) br. 13, İzmir – nosi naziv po nuru u Sufizmu, zraka svjetla koja s neba pada na grob sveca.
- Loža "Prometej" (fra. Loge Prométhée) br. 16, İzmir – nosi naziv po Prometeju, bogu vatre i titanu iz grčke mitologije; radi na francuskom jeziku.
- Loža "Libertas" (Libertas Locası) br. 17, Istanbul – nosi naziv po latinskoj riječi za slobodu te po Libertas, božici i personifikaciji slobode u rimskoj mitologiji; radi na njemačkom jeziku.
- Loža "Hakikat" (Hakikat Locası) br. 18, Istanbul – nosi naziv po hakikatu, trećoj i mističnoj razini na putu prema Bogu u Sufizmu; radi na grčkom jeziku.
- Loža "Dikmen" (Dikmen Locası) br. 22, Ankara – nosi naziv po naselju Dikmen i radi na engleskom jeziku.
- Loža "Humanitas" (Humanitas Locası) br. 33, Istanbul – nosi naziv po latinskoj riječi za čovječnost; radi na francuskom jeziku.
- Loža "Sloboda" (eng. Freedom Lodge) br. 35, Istanbul – radi na engleskom jeziku.
- Loža "Efez" (eng. Ephesus Lodge) br. 42, İzmir – nosi naziv po Efezu, starogrčkom gradu u Pokrajini Izmir; radi na engleskom jeziku.
- Loža "Mudrost" (eng. Wisdom Lodge) br. 233, Ankara – radi na engleskom jeziku.
- Loža "Mare Nostrum" (Mare Nostrum Locası) br. 249, Bodrum – nosi naziv po latinskom nazivu za Sredozemno more; radi na engleskom jeziku.
- Loža "Garibaldi" (Garibaldi Locası) br. 260, Istanbul – nosi naziv po talijanskom revolucionaru i masonu Giuseppeu Garibaldu i radi na talijanskom jeziku.

Lože koje rade izvan Turske su:
- Loža "Nikozija" (Lefkoşa Locası) br. 1001, Nikozija – nosi naziv po turskom nazivu za grad Nikozija.
- Loža "Kyrenia" (Girne Locası) br. 1005, Kyrenia, Sjeverni Cipar – nosi naziv po turskom nazivu za grad Kyrenia; radi na engleskom jeziku.

U okviru ove velike lože radile su i:
- Loža "Hulus" (Hulus Locası) br. 34, Istanbul – radila je na grčkom jeziku.[6]
- Loža "Hazar" (Hazar Locası), br. 1000, Ankara – nosila naziv po Hazarima, turkijskim nomadima; izdvojila se 2008. godine i formirala Nacionalnu veliku ložu Azerbajdžana.[7]
- Loža "Prometej" (Prometheus Locası) br. 1004, Batumi – nosila naziv po Prometeju, grčkom bogu vatre; izdvojila se 2018. godine i formirala Ujedinjenu veliku ložu Gruzije.[8]

### Uprava
Velikom ložom Turske upravlja veliki majstor (turs. Büyük Üstatlar) koji se bira na trogodišnje razdoblje. Dosadašnji veliki majstori su:
1. Mehmet Talat paša (1909. – 1910.)
2. Faik Süleyman paša (1910. – 1912.), I. put
3. Mehmet Ali Erel (baba) (1912. – 1915.)
4. Faik Süleyman paša (1915. – 1916.), II. put
5. Mehmet Cavid Bey (1916. – 1918.)
6. Rıza Tevfik Bölükbaşı (1918. – 1919.)
7. Fuat Hulusi Demirelli (1918. – 1921.)
8. Besim Ömer Akalın (1921. – 1924.)
9. Mehmet Servet Yesari (1924. – 1927.)
10. Fikret Takiyeddin Onuralp (1925. – 1927.)
11. Mustafa Edip Servet Tör (1927. – 1930.)
12. Mim Kemal Öke (1930. – 1932.)
13. Mustafa Hakkı Nalçacı (1932. – 1933.), I. put
14. Muhittin Osman Omay (1933. – 1936.)
15. Mustafa Hakkı Nalçacı (1951. – 1953.), II. put
16. Fethi Erden (1953. – 1955.)
17. Ahmet Salih Korur (1955. – 1960.)
18. Kemalettin Apak (1960. – 1962.)
19. Ekrem Tok (1962. – 1965.)
20. Enver Necdet Egeran (1965.)
21. Hayrullah Örs (1965. – 1973.)
22. Nafiz Z. Ekemen (1973. – 1979.)
23. Halit İ. Arpaç (1980. – 1981.)
24. Şekûr Ökten (1981. – 1986.)
25. Cavit Yenicioğlu (1986. – 1988.)
26. Orhan Alsaç (1988. – 1991.)
27. Suha Tuğrul Aksoy (1991.)
28. Can Arpaç (1992. – 1996.)
29. Tunç Timurkan (1996. – 1998.)
30. Sahir Talat Akev (1998. – 2000.)
31. Demir Savaşçın (2000. – 2003.)
32. Kaya Paşakay (2003. – 2005.)
33. Asım Akin (2005. – 2007.)
34. Salih Evcilerli (2007. – 2010.)
35. Remzi Sanver (2010. – 2013.), I. put
36. Ömer Köker (2013. – 2017.)
37. Bülent Akkan (2017. – 2021.)
38. Rint Akyüz (2021. – 2023.)
39. Remzi Sanver (od 2023.), II. put

Između 1936. i 1951. godine nisu birani veliki majstori.

### Međunarodna suradnja
Velika loža Turske sudjeluje u radu Svjetske konferencije regularnih masonskih velikih loža. Također, potpisala je povelje o prijateljstvu i međusobnom priznavanju s preko 160 regularnih velikih loža.

### Obredi
Primarni obred Velike lože Turske je Turski obred koji je izvorni obred svih turskih loža. Velika loža upravlja simboličkim stupnjevima plave lože (učenik, pomoćnik i majstor) i delegira upravljanje visokim stupnjevima.

## Pridružena tijela i redovi
Upravljanje visokim stupnjevima Velika loža Turske provodi kroz pridružena tijela i redove od kojih svaki predstavlja jedan obred a na temelju potpisanih konkordata.
- Vrhovno vijeće 33. i posljednjeg stupnja Drevnog i prihvaćenog škotskog obreda za Tursku – nadležno za rad Drevnog i prihvaćenog škotskog obreda.[10]
- Velika loža majstora znaka Turske (Türkiye Mark Usta Masonları Büyük Locası) – nadležna za rad majstora znaka.[11]
- Pridružena tijela i redovi koji imaju svoje jedinice u Turskoj:
  -  Šrajnerski centar "Emirat" Međunarodnog reda Šrajnera (engl. Emirat Shriners Chapter of Shriners International) – nadležan za rad Šrajnera.[12]

### Škotski red
Vrhovno vijeće za Tursku je član Europske konfederacije vrhovnih vijeća (engl. European Confederation of Supreme Councils).

## Poznati članovi
- Süleyman Demirel, političar

## Vanjske poveznice
- Službena stranica